# La Sombra de Cuauhtémoc
La Sombra de Cuauhtémoc är en ort i Mexiko.   Den ligger i kommunen Ascensión och delstaten Chihuahua, i den nordvästra delen av landet, 1 600 km nordväst om huvudstaden Mexico City. La Sombra de Cuauhtémoc ligger 1 284 meter över havet och antalet invånare är 108.
Terrängen runt La Sombra de Cuauhtémoc är platt. Runt La Sombra de Cuauhtémoc är det mycket glesbefolkat, med 2 invånare per kvadratkilometer. Närmaste större samhälle är Ascención, 17,2 km söder om La Sombra de Cuauhtémoc. Omgivningarna runt La Sombra de Cuauhtémoc är i huvudsak ett öppet busklandskap.